# レビ・ロメロ
レビ・ホセ・ロメロ（Levi Jose Romero , 1984年4月12日 - ）は、ベネズエラ・アンソアテギ州出身の元プロ野球選手（投手）。右投右打。

## 経歴

### プロ入りとマイナー時代
2003年にヒューストン・アストロズとマイナー契約を結びプロ入り。2006年まで在籍したがA級でプレーしたのが最高。
2007年にテキサス・レンジャーズに移籍。2008年はA+級ベーカーズフィールド・ブレイズなどでプレーした。

### 巨人時代

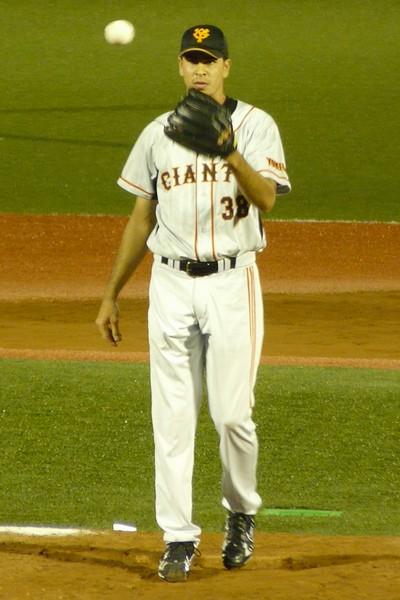
読売ジャイアンツ時代
(2009年8月25日)

2009年春に読売ジャイアンツの入団テストを受験し、2月14日に育成選手として契約を結んだ。二軍では35試合に登板し2勝3敗2セーブ、38回を投げ自責点18、30奪三振で防御率4.26という成績だった。7月27日に支配下登録されたが、一度も一軍に上がることなく12月2日に自由契約公示がなされた。
2010年1月に読売ジャイアンツと育成選手として再契約。6月17日に支配下登録され、7月19日の東京ヤクルトスワローズ戦で一軍初登板を三者凡退で締めくくる。この年、イースタンで抑えとしてリーグ最多の19セーブを挙げた。
2011年は開幕を一軍で迎える。開幕直後はビハインド時の登板が多かったが、チームの抑え候補だったジョナサン・アルバラデホの調整不足や、抑えの山口鉄也が不安定さを見せたこともありロメロが抑えに抜擢される。4月20日の阪神タイガース戦で初セーブを挙げ、その後も抑えで登板を続け11セーブを挙げるも、ランナーを出すと投球が不安定になる状況が続いて中継ぎ降格、その後は主にビハインドの場面で登板、41試合に登板し1勝3敗11セーブ、防御率3.21の成績を残した。

### ソフトバンク時代
2012年6月13日に久米勇紀、立岡宗一郎との交換トレードで、福元淳史とともにソフトバンクに移籍した。6月29日に一軍昇格を果たしたが、ランナーを出すと投球が不安定になる癖が改善せず、またクイックにも大きな課題を抱えていたため、僅か3試合、防御率10.13と全く振るわず二軍落ちし、シーズン終了後の10月25日に退団が発表され、11月1日付で自由契約となった。

### BCリーグ群馬時代
2014年4月26日にベースボール・チャレンジ・リーグの群馬ダイヤモンドペガサスへの入団が発表された。2014年は抑えとして12セーブを挙げた。
2015年は主に先発として8勝を挙げたが、シーズン終了後に退団した。

### 現役引退後
2021年より、ルーキー級ドミニカン・サマーリーグ（DSL）に所属するタンパベイ・レイズ傘下球団であるDSLレイズの投手コーチに就任した。2022年は同じくルーキー級フロリダ・コンプレックスリーグ（FCL）に所属するFCLレイズの投手コーチを務めた。
2023年からは、レイズ傘下A級チャールストン・リバードッグスの投手コーチを務めている。

## プレースタイル・人物
196cmの長身から繰り出される150km/h超えの角度のあるストレートと落差のあるフォークで三振を奪う。また、ツーシーム、スプリッターも投げることができる。

## 詳細情報

### 年度別投手成績
| 年 度     | 球 団        | 登 板 | 先 発 | 完 投 | 完 封 | 無 四 球 | 勝 利 | 敗 戦 | セ 丨 ブ | ホ 丨 ル ド | 勝 率 | 打 者 | 投 球 回 | 被 安 打 | 被 本 塁 打 | 与 四 球 | 敬 遠 | 与 死 球 | 奪 三 振 | 暴 投 | ボ 丨 ク | 失 点 | 自 責 点 | 防 御 率 | W H I P |
| --------- | ------------ | ----- | ----- | ----- | ----- | -------- | ----- | ----- | -------- | ----------- | ----- | ----- | -------- | -------- | ----------- | -------- | ----- | -------- | -------- | ----- | -------- | ----- | -------- | -------- | ------- |
| 2010      | 巨人         | 6     | 0     | 0     | 0     | 0        | 1     | 0     | 0        | 0           | 1.000 | 30    | 7.2      | 7        | 1           | 0        | 0     | 0        | 9        | 0     | 0        | 3     | 0        | 0.00     | 0.91    |
| 2011      | 巨人         | 41    | 0     | 0     | 0     | 0        | 1     | 3     | 11       | 8           | .250  | 174   | 41.0     | 35       | 1           | 19       | 2     | 1        | 36       | 2     | 0        | 15    | 15       | 3.29     | 1.32    |
| 2012      | 巨人         | 1     | 0     | 0     | 0     | 0        | 0     | 0     | 0        | 0           | ----  | 5     | 1.0      | 0        | 0           | 1        | 0     | 0        | 1        | 0     | 0        | 1     | 0        | 0.00     | 1.00    |
| 2012      | ソフトバンク | 3     | 0     | 0     | 0     | 0        | 0     | 0     | 0        | 0           | ----  | 13    | 2.2      | 5        | 1           | 0        | 0     | 0        | 2        | 0     | 0        | 4     | 3        | 10.13    | 1.88    |
| '12計     | ソフトバンク | 4     | 0     | 0     | 0     | 0        | 0     | 0     | 0        | 0           | ----  | 18    | 3.2      | 5        | 1           | 1        | 0     | 0        | 3        | 0     | 0        | 5     | 3        | 8.44     | 1.88    |
| 通算：3年 | 通算：3年    | 51    | 0     | 0     | 0     | 0        | 2     | 3     | 11       | 8           | .400  | 222   | 52.1     | 47       | 3           | 20       | 2     | 1        | 48       | 2     | 0        | 23    | 18       | 3.10     | 1.28    |

### 記録
NPB
- 初登板：2010年7月19日、対東京ヤクルトスワローズ12回戦（東京ドーム）、9回表に6番手で救援登板・完了、1回無失点
- 初奪三振：同上、9回表に相川亮二から
- 初勝利：2010年7月30日、対広島東洋カープ12回戦（MAZDA Zoom-Zoom スタジアム広島）、5回裏に2番手で救援登板、1回無失点
- 初ホールド：2011年4月19日、対阪神タイガース1回戦（阪神甲子園球場）、8回裏に2番手で救援登板、1回無失点
- 初セーブ：2011年4月20日、対阪神タイガース2回戦（阪神甲子園球場）、9回裏に4番手で救援登板・完了、1回1失点

### 独立リーグでの投手成績
| 年 度     | 球 団     | 登 板 | 完 投 | 勝 利 | 敗 戦 | セ 丨 ブ | 勝 率 | 打 者 | 投 球 回 | 被 安 打 | 被 本 塁 打 | 与 四 球 | 与 死 球 | 奪 三 振 | 暴 投 | ボ 丨 ク | 失 点 | 自 責 点 | 防 御 率 | W H I P |
| --------- | --------- | ----- | ----- | ----- | ----- | -------- | ----- | ----- | -------- | -------- | ----------- | -------- | -------- | -------- | ----- | -------- | ----- | -------- | -------- | ------- |
| 2014      | 群馬      | 35    | 0     | 1     | 0     | 12       | 1.000 | 164   | 41.0     | 22       | 1           | 21       | 1        | 36       | 2     | 0        | 4     | 2        | 0.88     | 1.05    |
| 2015      | 群馬      | 26    | 1     | 8     | 8     | 2        | .500  | 404   | 94.2     | 92       | 2           | 34       | 2        | 77       | 3     | 0        | 48    | 36       | 3.42     | 1.34    |
| 通算：2年 | 通算：2年 | 61    | 1     | 9     | 8     | 14       | .529  | 568   | 135.2    | 114      | 3           | 55       | 3        | 113      | 5     | 0        | 52    | 38       | 2.53     | 1.25    |

### 背番号
- 111 （2009年 - 2009年7月26日）
- 38 （2009年7月27日 - 同年終了）
- 117 （2010年 - 2010年6月16日）
- 41 （2010年6月17日 - 同年終了）
- 39 （2011年 - 2012年）
- 12 （2014年 - 2015年）